# داناوان وایلی
داناوان وایلی (انگلیسی: Donovan Wylie؛ زادهٔ ۱ ژانویهٔ ۱۹۷۱) عکاس اهل بریتانیا است.